# Střílky
Střílky (en allemand : Střílek, précédemment : Stržílek) est une commune du district de Kroměříž, dans la région de Zlín, en République tchèque. Sa population s'élevait à 607 habitants en 2025.

## Géographie
Střílky se trouve à 6 km au nord-est de Koryčany, à 22 km au sud-ouest de Kroměříž, à 35 km à l'ouest-sud-ouest de Zlín, à 45 km à l'est-sud-est de Brno et à 226 km à l'est-sud-est de Prague.
La commune est limitée par Chvalnov-Lísky au nord, par Zástřizly à l'est, par Stupava au sud-est, par Koryčany au sud, et par Kožušice à l'ouest.

## Histoire
La première mention écrite du village date de 1261.

## Transports
Par la route, Střílky se trouve à 6 km de Koryčany, à 25 km de Kroměříž, à 49 km de Zlín, à 50 km de Brno et à 256 km de Prague.